# Jean de la Mère de Dieu
Pour les articles homonymes, voir Jean de la Mère de Dieu (homonymie).
Jean de la Mère de Dieu (1578-1673) est un carme déchaux espagnol, attaché à la cour des Archiducs de Bruxelles, gouverneurs des Pays-Bas méridionaux. Il ne doit pas être confondu avec Juan Ballestero, qui porte le même nom de religion.

## Biographie
Jean de la Mère de Dieu est né à Madrid (Espagne) en 1578. Entré chez les carmes déchaussés, il a été envoyé, à une époque indéterminée, dans les Flandres, où son Ordre était implanté depuis 1609. Lui-même contribuera à établir solidement la province flandro-belge des déchaux, avant de décéder à Bruxelles le 3 juillet 1673. 
Il a assuré les charges de prieur dans plusieurs couvents, de définiteur, puis de provincial en 1622, 1646, 1652, 1658 et 1665. Parallèlement, il a exercé la fonction de prédicateur royal, au service des représentants du roi d'Espagne, et est devenu confesseur du cardinal-infant Ferdinand. C'est ainsi qu'il prononce, en 1634, en l'église Saint-Jacques-sur-Coudenberg, une oraison funèbre en mémoire de l'archiduchesse Isabelle, morte en 1633. L'édition de ce texte sera accompagnée d'une estampe représentant la décoration dont était orné l'édifice pour la circonstance. En 1642, il publie l'oraison funèbre prononcée aux obsèques de Charles-Philippe de Croÿ, duc d'Havré et marquis de Renty. En 1656, d'après Jean-Noël Paquot, il accompagne la reine Christine de Suède à Rome, et prêche à la cérémonie de la réconciliation de cette illustre princesse, même si la date paraît tardive pour une conversion qui avait eu lieu secrètement à la cour de Bruxelles en 1654, et officiellement à Innsbruck, puis à Rome en 1655.

### Œuvres
- Sermon en las honras de la Serenissima Señora, D. Isabel Clara Eugenia, Infante de España, que celebraron totos sus Criados en su Cofradia y hermandad de el glorioso S. Iledefonso, que la tienen en la iglseia de Santiago, por otro nombre Cobergas, junto a Palacio; predicado por el padre Fray Juan de la madre de Dios, prior de los Carmelitas Descalços en esta villa de Brusselas, en presencia de todos los Señores Grandes, y damas de la Corte, a los 3 de março 1634; y dedicado al Serenissimo Señor Infante D. Fernando, Cardenal y Arçobispo de Toledo, etc., Bruxelles, 1634.
- Oraison funèbre en espagnol, prononcée aux obsèques de Charles-Philippe de Croÿ, duc d'Havré et marquis de Renty, Bruxelles, 1642.

### Études
- J.-N. Paquot, « Jean de la Mère de Dieu », Mémoires pour servir l'histoire littéraire des dix-sept provinces des Pays-Bas, de la principauté de Liège, et de quelques contrées voisines, Louvain, Imprimerie Académique, t. III,‎ 1770, p. 47, col. 1-2 (lire en ligne).